# Suzukiana flavicinta
Suzukiana flavicinta är en fjärilsart som beskrevs av M.Gaede 1930. Suzukiana flavicinta ingår i släktet Suzukiana och familjen tandspinnare. Inga underarter finns listade i Catalogue of Life.